# Hokuei, Tottori
Hokuei (北栄町 Hokuei-chō) là thị trấn thuộc huyện Tōhaku, tỉnh Tottori, Nhật Bản. Tính đến ngày 1 tháng 10 năm 2020, dân số ước tính thị trấn là 14.228 người và mật độ dân số là 250 người/km2. Tổng diện tích thị trấn là 56,94 km2.

## Địa lý

### Đô thị lân cận
- Tottori
  - Yurihama
  - Kurayoshi
  - Kotoura